# 埼玉県道60号羽生外野栗橋線

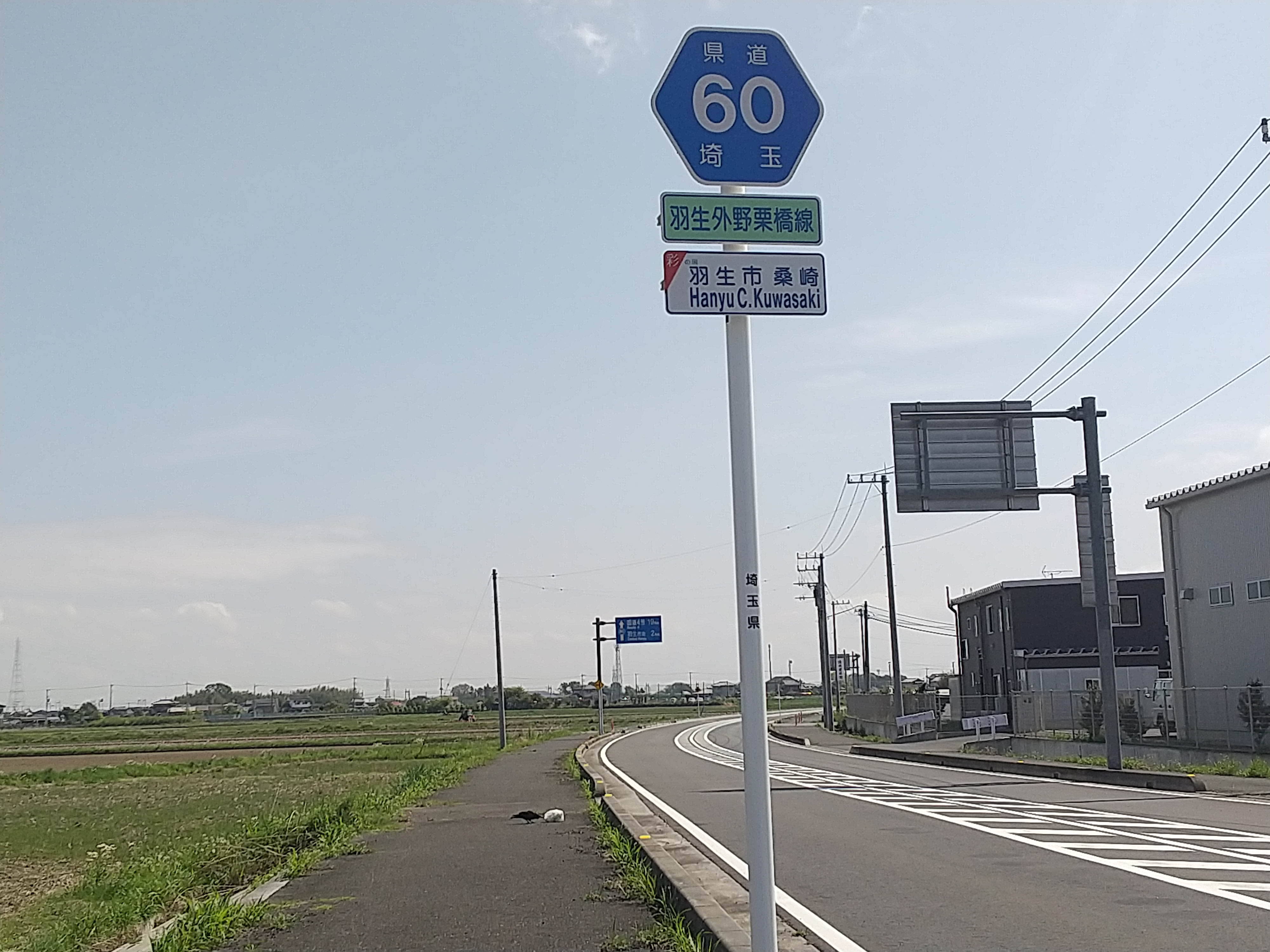
羽生市桑崎付近

埼玉県道60号羽生外野栗橋線（さいたまけんどう60ごう はにゅうそとのくりはしせん）は、埼玉県羽生市の国道122号から、加須市外野地区を経由して久喜市の国道4号・国道125号に至る県道（主要地方道）である。

## 概要
国道122号から加須市大越・外野地区を通り、久喜市栗橋にて国道4号・国道125号の分岐点に至る。北の利根川と南の埼玉県道84号羽生栗橋線の間を並行して通り、久喜市内や加須市外野地区では、直角カーブがいくつか存在するほか、狭隘区間も存在する。
一見すると埼玉県道84号羽生栗橋線と同じく羽生市～久喜市栗橋地区までを連絡するルートだが、前述の道路事情から寧ろ両自治自体の往来には埼玉県道84号羽生栗橋線の方が主に使われている。（実質当県道のバイパスルートとも言える）
また、前述する狭隘区間のうち、加須市外野地区ではこれを解消し、さらに直角になっている現道を一直線に結ぶバイパス（大越外野バイパス）が計画され、一部となる加須未来館入口交差点から現道の交差点までの区間が2016年（平成28年）3月19日に開通したため、当地区の狭隘区間は市道へと降格されたが、旗井地区では対向車とのすれ違いが困難なほど狭い区間があり、前後に待避所が設けられている。
国道122号（桑崎北交差点）から北二丁目交差点までの区間が都市計画道路北部幹線として建設が進行し、東武伊勢崎線は立体交差（川俣陸橋）で通過する。2023年（令和5年）9月8日には埼玉県告示により正式にこの都市計画道路の区間が本県道の区域に追加された。2024年（令和6年）3月16日にこのバイパス区間が開通し、3月29日には国道122号と重複し、小松台交差点が終点となる区域に変更され、旧道となる下岩瀬交差点から北2丁目交差点までの羽生市街地を通るルートは市道へ降格した。
市道へ降格した区間のうち、埼玉県道129号加須羽生線との交差点から北2丁目交差点までの間は、かつては国道122号だった。

### 路線データ
- 起点:埼玉県羽生市 国道122号（終点方面重複：埼玉県道128号熊谷羽生線）・埼玉県道32号鴻巣羽生線・埼玉県道84号羽生栗橋線（重複：埼玉県道129号加須羽生線・埼玉県道413号羽生停車場線） 小松台交差点
- 終点:埼玉県久喜市 国道4号・国道125号（終点方面重複：埼玉県道3号さいたま栗橋線・埼玉県道12号川越栗橋線）・埼玉県道84号羽生栗橋線重複 栗橋交差点
- 実延長:21,151 m

## 地理

### 通過する自治体
- 埼玉県
  - 羽生市
  - 加須市
  - 久喜市

### 交差する道路
| 交差する道路              | 交差する道路                | 交差点名   | 所在地 |
| ------------------------- | --------------------------- | ---------- | ------ |
| 埼玉県道32号鴻巣羽生線    | 埼玉県道84号羽生栗橋線      | 小松台     | 羽生市 |
| 国道122号                 | 国道122号                   | 桑崎北     | 羽生市 |
| 埼玉県道304号今泉館林線   |                             |            | 羽生市 |
|                           | 埼玉県道366号三田ヶ谷礼羽線 |            | 羽生市 |
| 埼玉県道46号加須北川辺線  | 埼玉県道46号加須北川辺線    | 砂原       | 加須市 |
|                           | 埼玉県道346号砂原北大桑線   | 砂原東     | 加須市 |
| 埼玉県道84号羽生栗橋線    |                             | 旗井東     | 加須市 |
| 埼玉県道147号栗橋停車場線 |                             | 栗橋駅入口 | 久喜市 |
| 国道125号                 | 国道4号                     | 栗橋       | 久喜市 |

### 重複区間
- 国道122号：小松台交差点 - 桑崎北交差点
- 埼玉県道84号羽生栗橋線：久喜市旗井東交差点 - 栗橋交差点

### 交差する交通機関・主な河川
- 東武伊勢崎線（羽生市、川俣陸橋）
- 東北自動車道（羽生市、跨線橋）
- 東武日光線（久喜市、踏切）
- JR東北本線（宇都宮線）（久喜市、立体交差）

### 沿道の主な施設
| 施設                                                      | 所在地 |
| --------------------------------------------------------- | ------ |
| 埼玉県立羽生第一高等学校                                  | 羽生市 |
| 羽生駅（東武伊勢崎線・秩父鉄道秩父本線）                  | 羽生市 |
| 羽生市立羽生北小学校                                      | 羽生市 |
| 羽生市立井泉小学校                                        | 羽生市 |
| 加須警察署大越駐在所                                      | 加須市 |
| 加須市立大越小学校                                        | 加須市 |
| 利根川河川敷緑地公園（加須のジャンボこいのぼり会場）      | 加須市 |
| 加須未来館                                                | 加須市 |
| 道の駅童謡のふる里おおとね                                | 加須市 |
| 加須警察署原道駐在所                                      | 加須市 |
| カスリーン公園                                            | 加須市 |
| 国土交通省関東地方整備局利根川上流河川事務所 大利根出張所 | 加須市 |
| 大久保病院                                                | 加須市 |
| 加須市大利根生涯学習センターアスタホール                  | 加須市 |
| 加須市大利根子育て支援センターぴっぴ                      | 加須市 |
| 童謡のふる里野菊公園                                      | 加須市 |
| 国土交通省 関東地方整備局 利根川上流河川事務所            | 久喜市 |
| 栗橋関所址                                                | 久喜市 |
| 栗橋駅（JR宇都宮線・東武日光線）                          | 久喜市 |

## ギャラリー

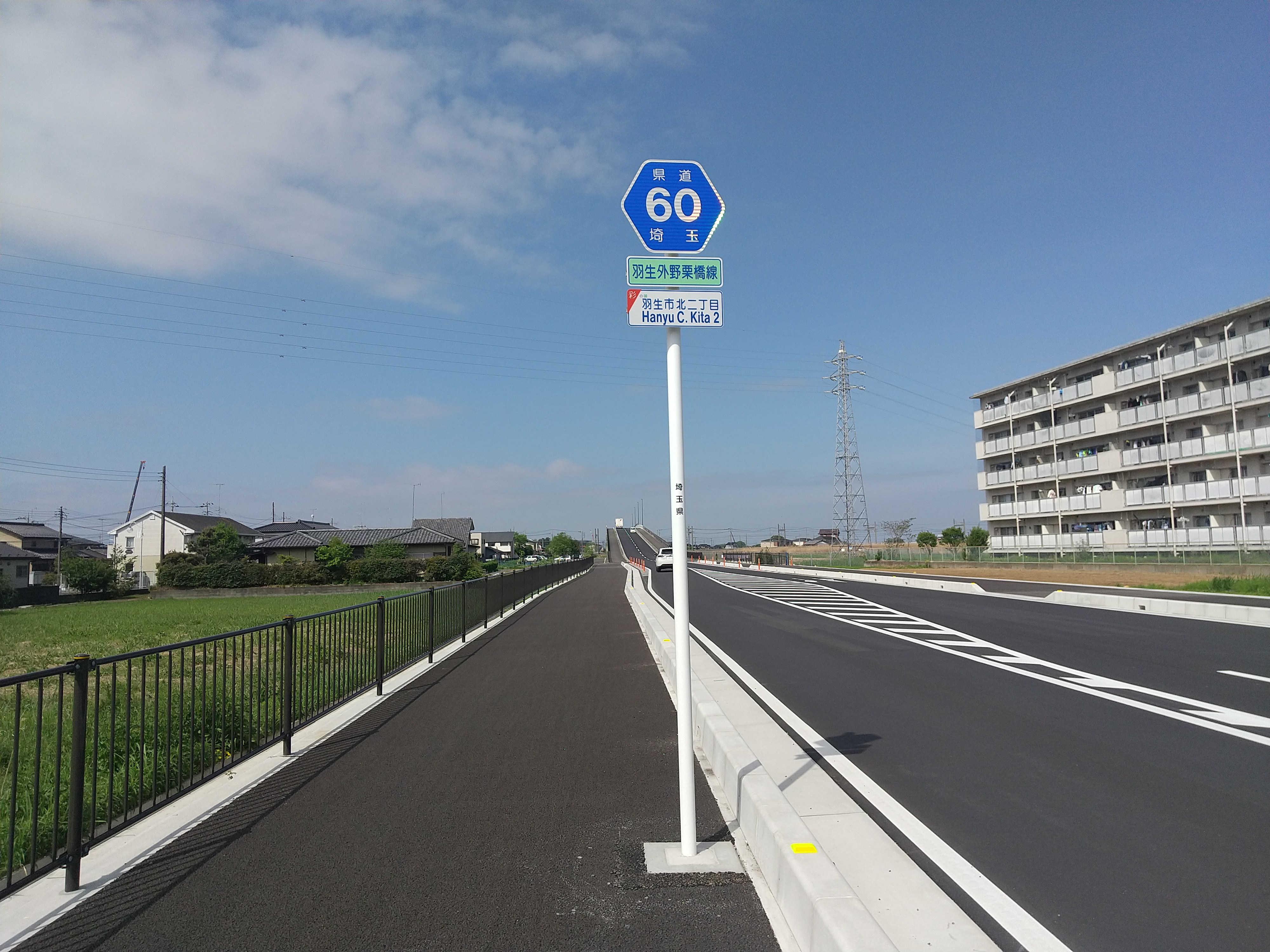
羽生市北2丁目付近
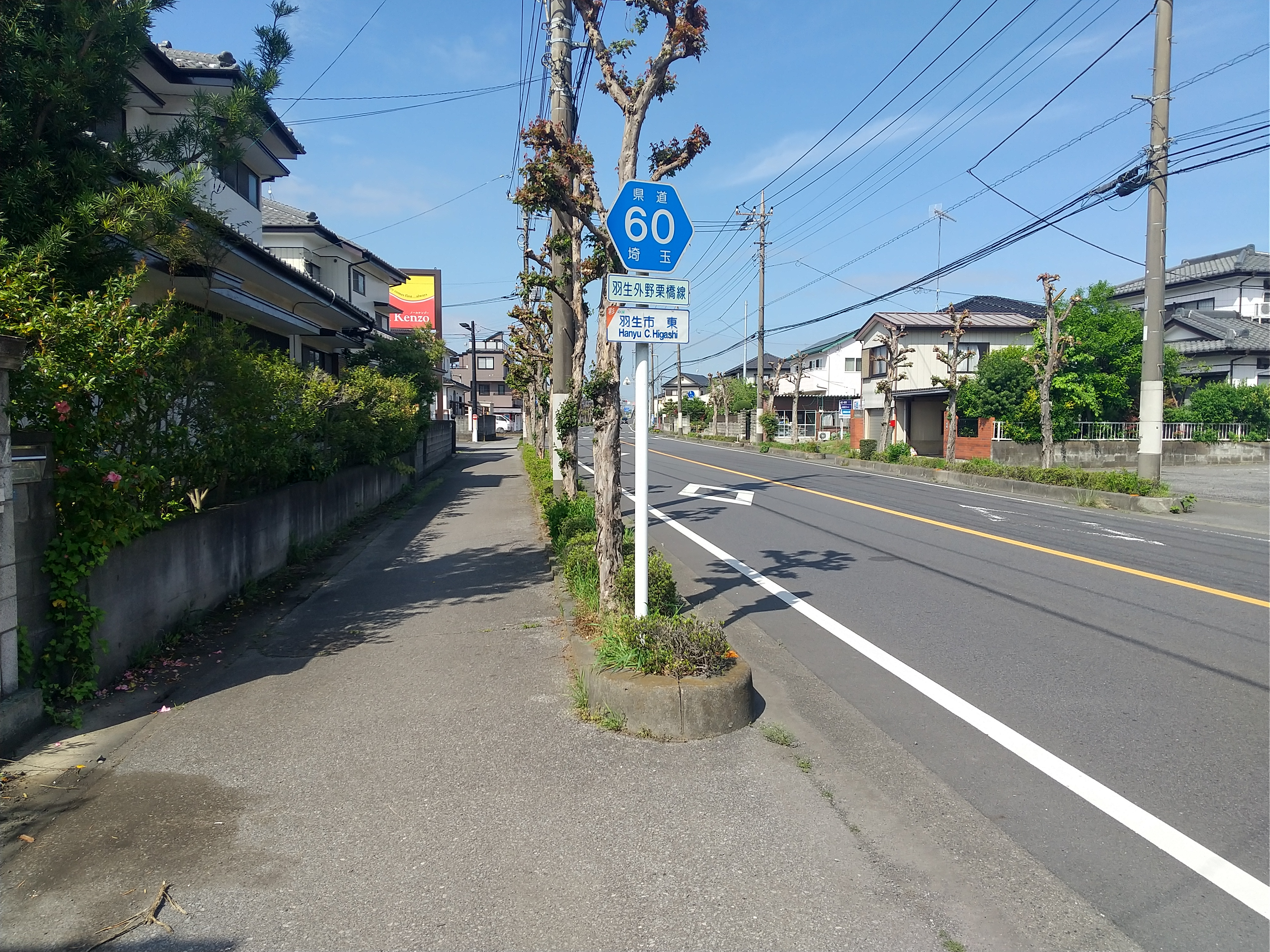
羽生市東付近
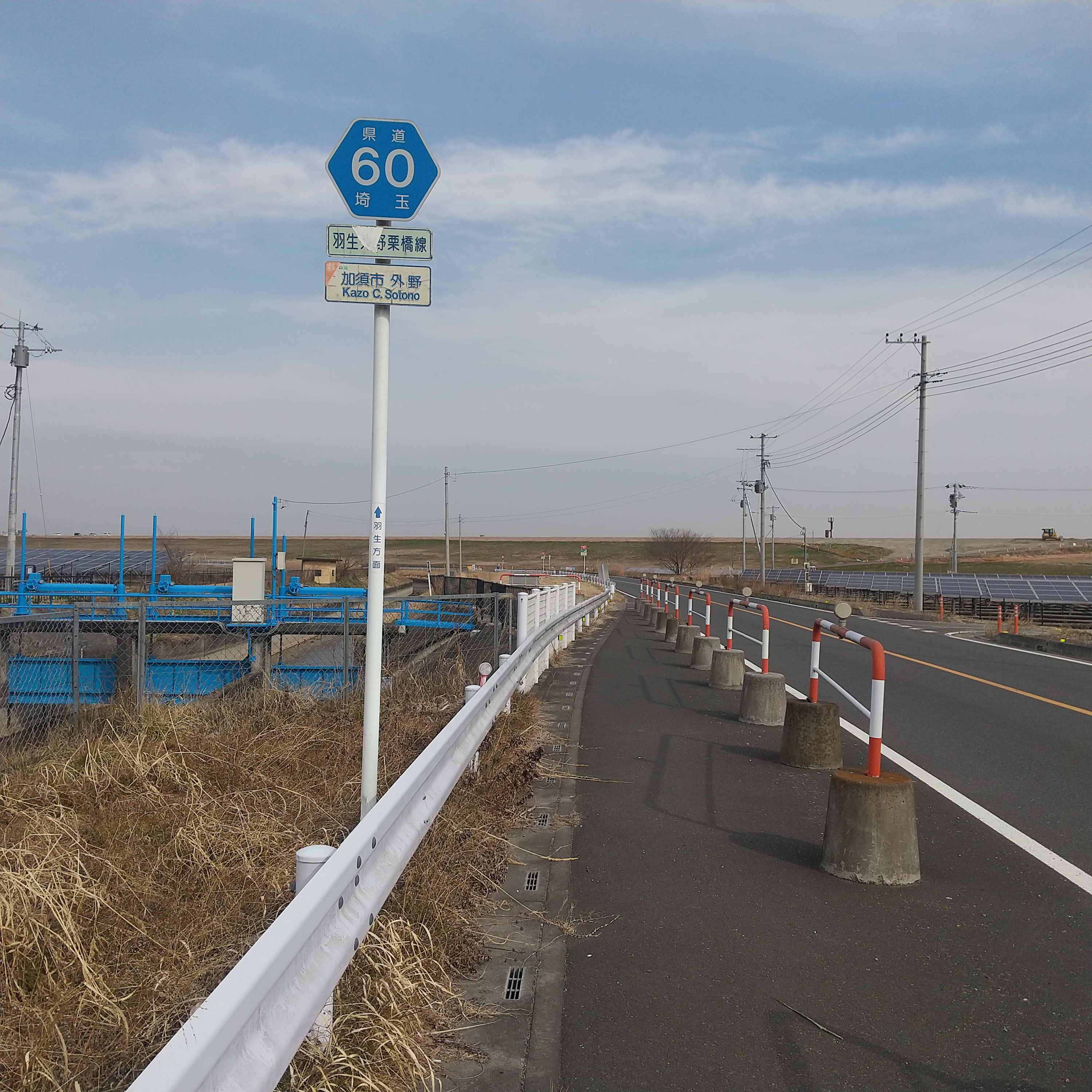
加須市外野付近
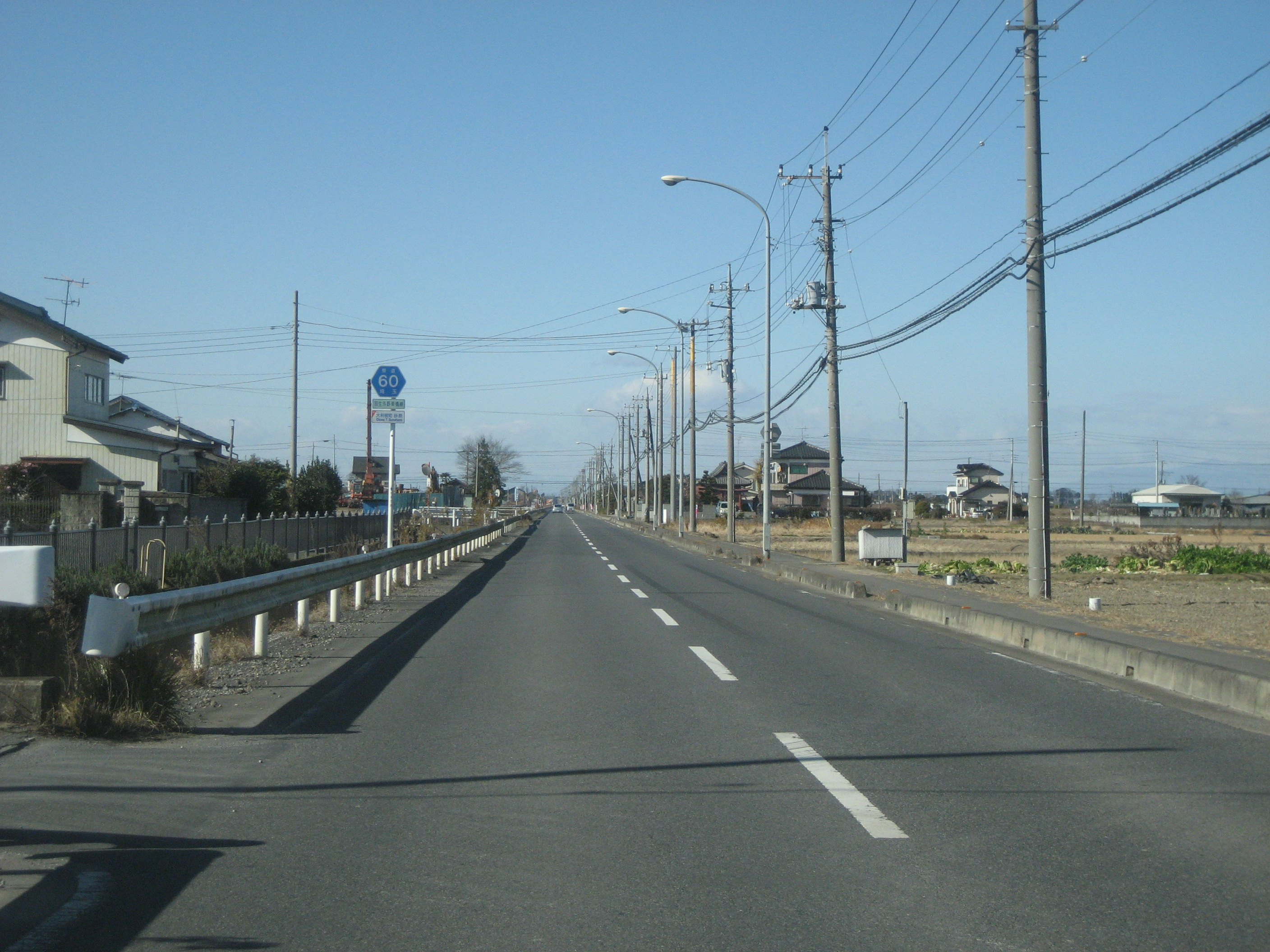
加須市砂原付近
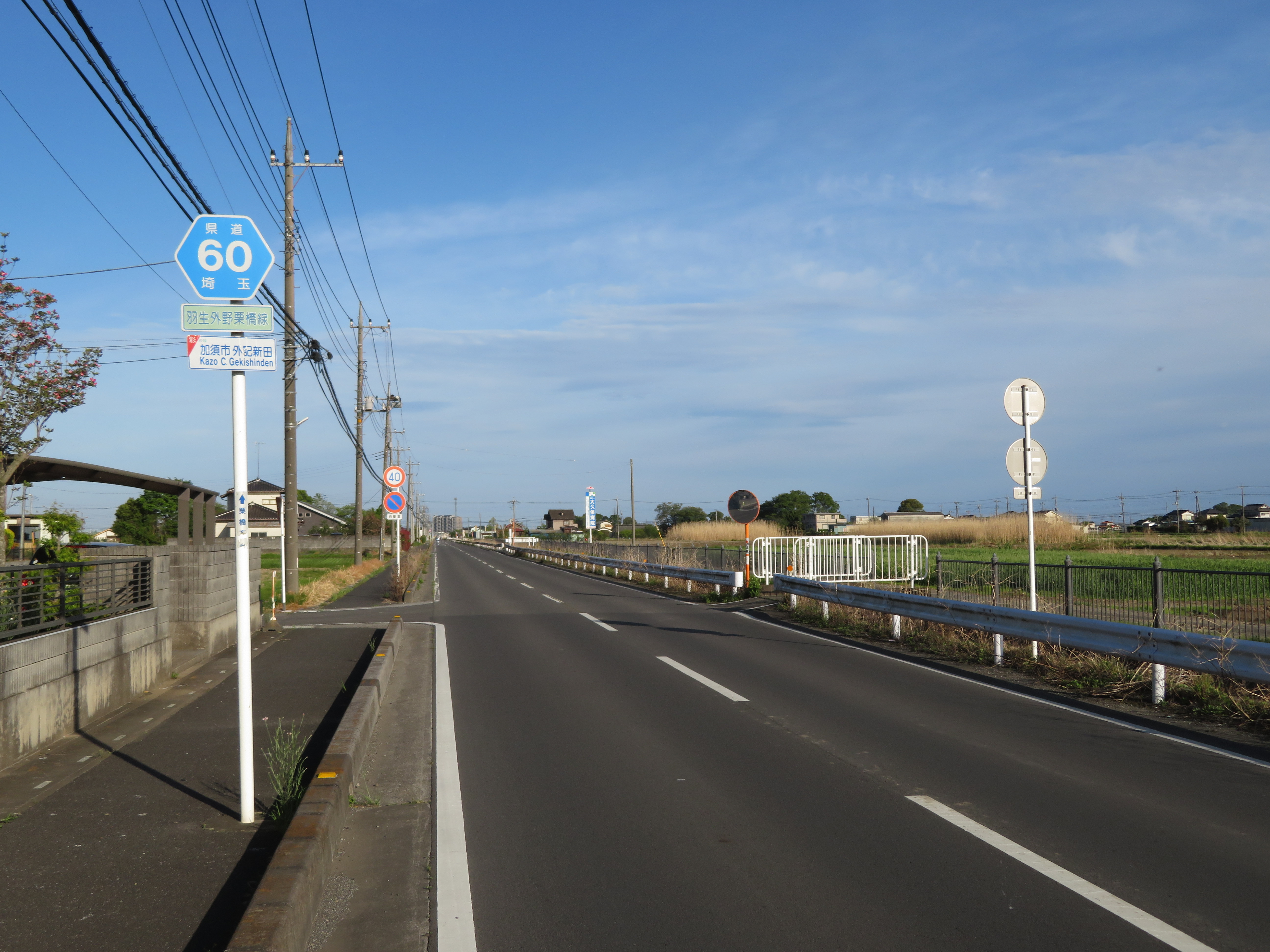
加須市外記新田付近
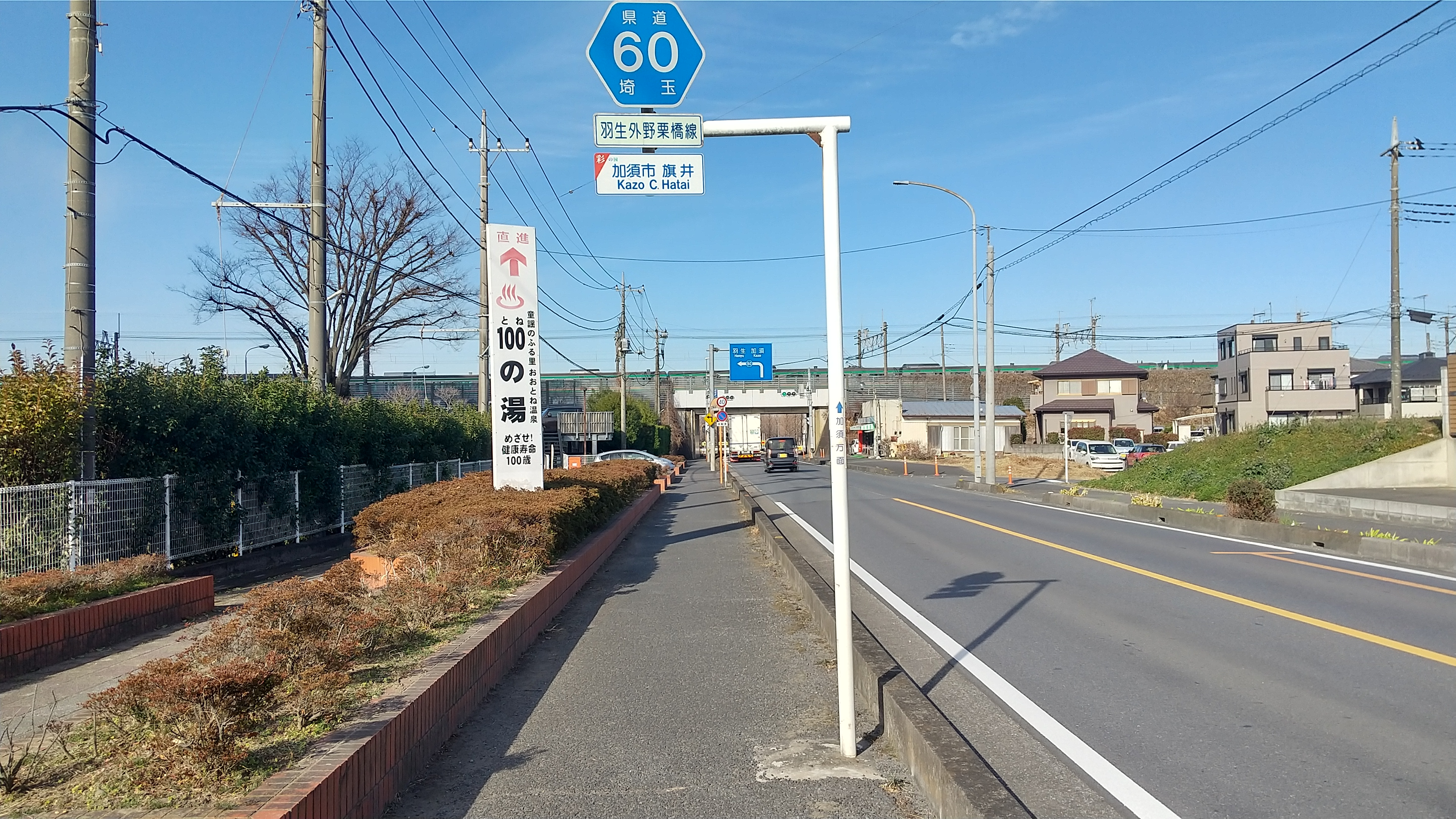
加須市旗井付近
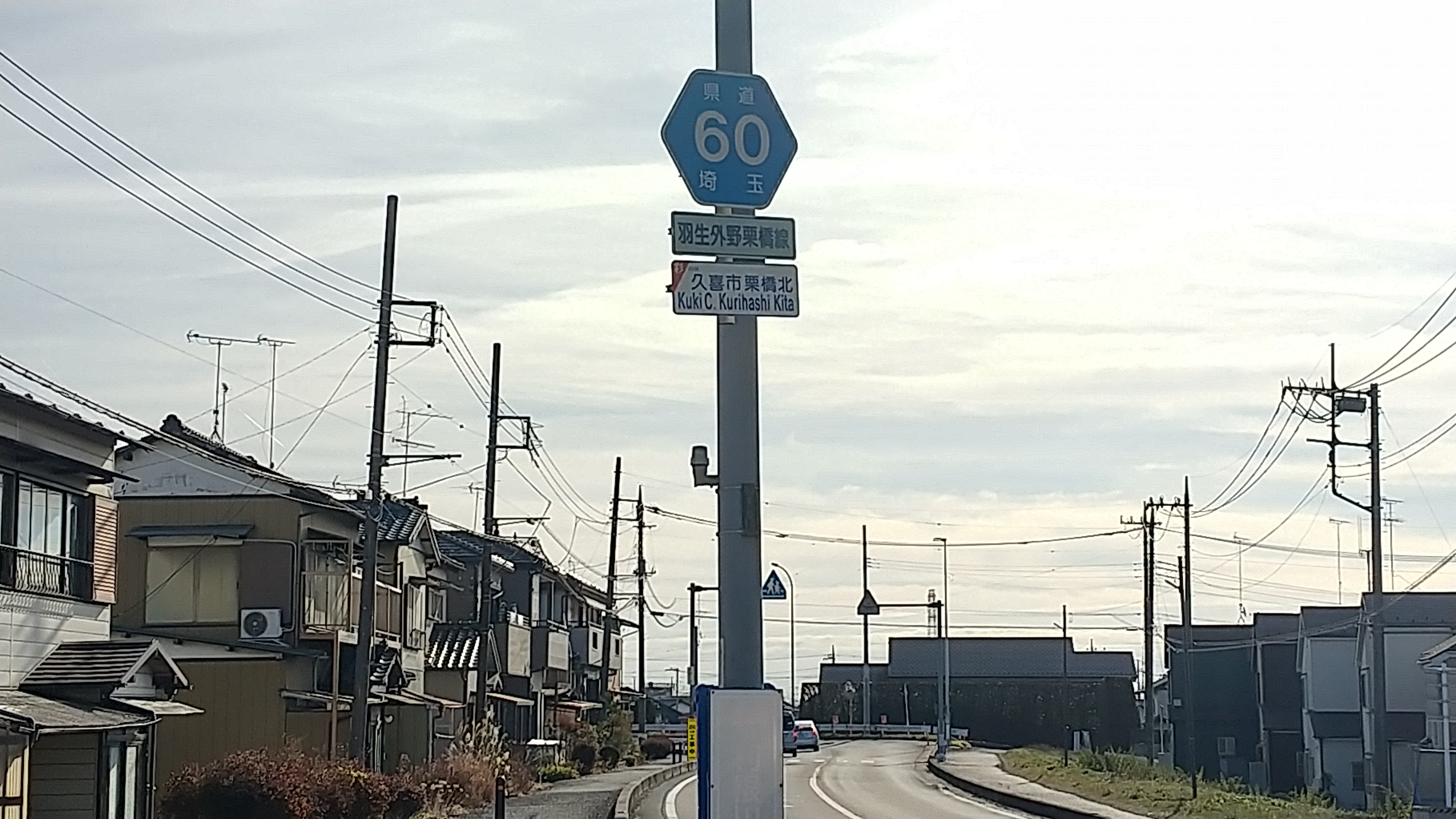
久喜市栗橋北付近
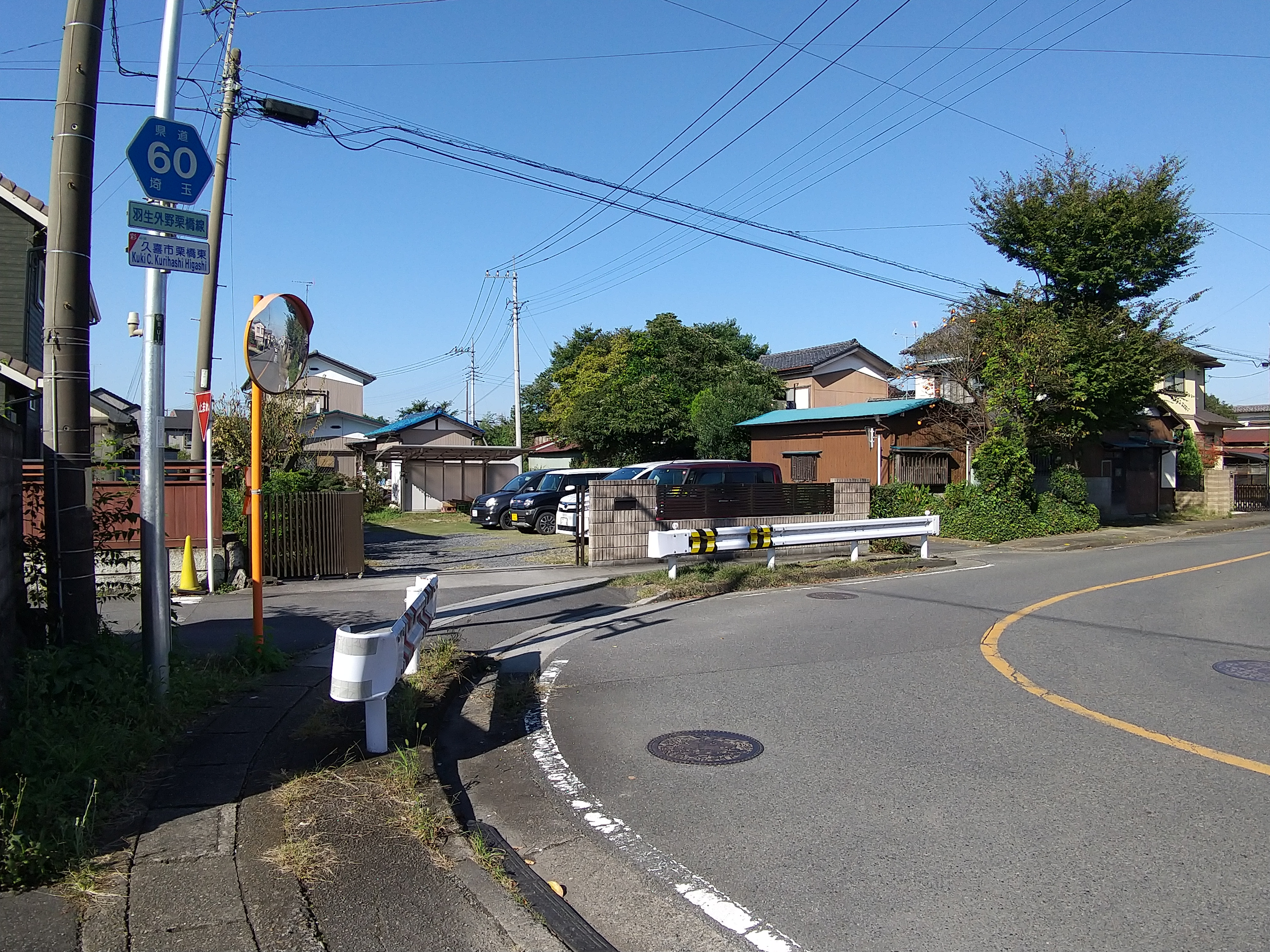
久喜市栗橋東付近